# Corcelles
Corcelles (toponimo francese) è un comune svizzero di 201 abitanti del Canton Berna, nella regione del Giura Bernese (circondario del Giura Bernese).

## Società

### Evoluzione demografica
L'evoluzione demografica è riportata nella seguente tabella:
Abitanti censiti

## Infrastrutture e trasporti

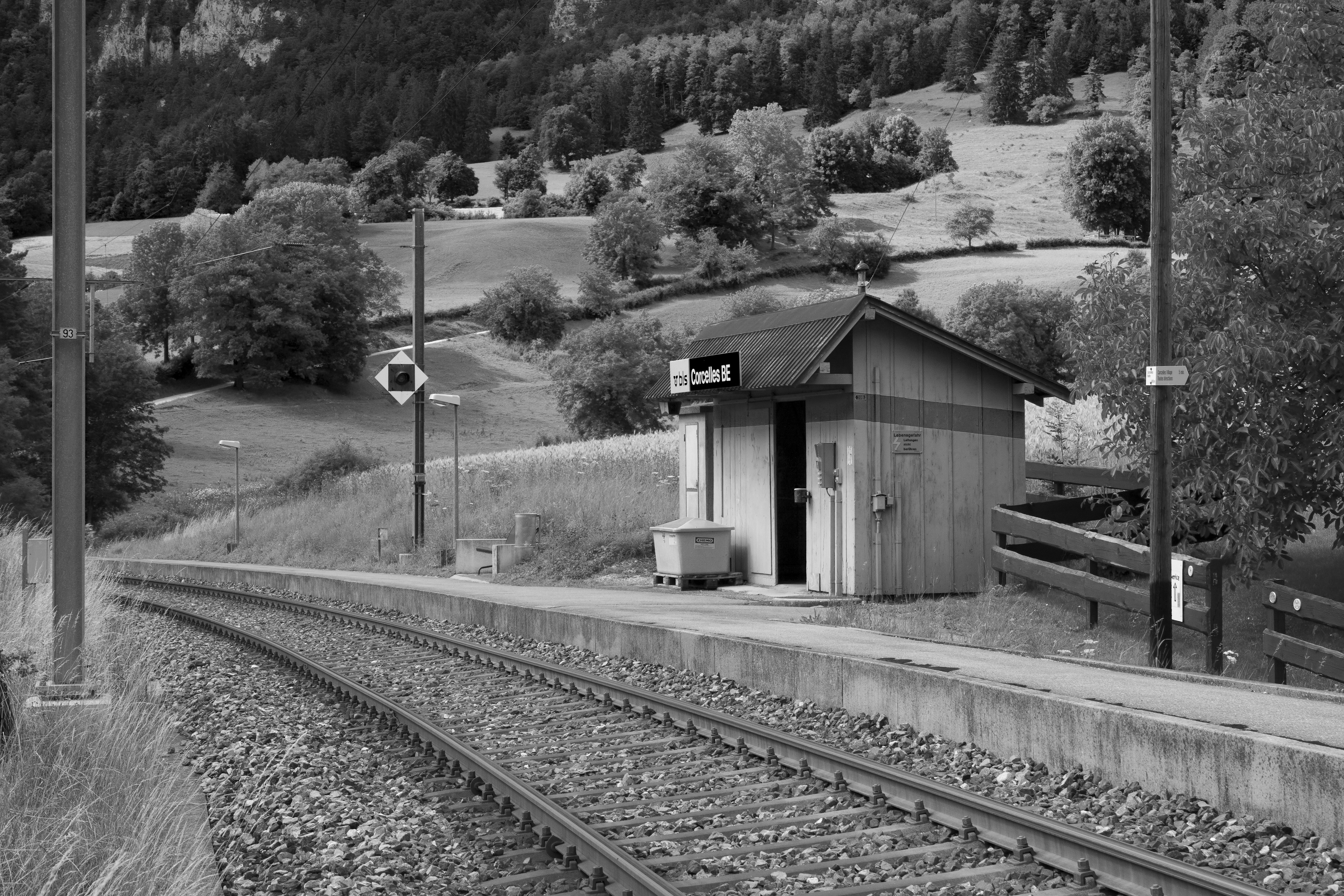
La stazione di Corcelles

Corcelles è servito dall'omonima stazione sulla ferrovia Soletta-Moutier.

## Amministrazione
Dal 1863 comune politico e comune patriziale sono uniti nella forma del commune mixte.